# NGC 1989
NGC 1989 est une très vaste et lointaine galaxie lenticulaire située dans la constellation de la Colombe. NGC 1989 a été découverte par l'astronome britannique John Herschel en 1835.

## Caractéristiques
Sa vitesse par rapport au fond diffus cosmologique est de 10 773 ± 26 km/s, ce qui correspond à une distance de Hubble de 159 ± 11 Mpc (∼519 millions d'al).
À ce jour, une mesure non basée sur le décalage vers le rouge (redshift) donne une distance d'environ 142,000 Mpc (∼463 millions d'al). Cette valeur est à l'extérieur mais compatible avec les valeurs de la distance de Hubble. Notons cependant que c'est avec la valeur moyenne des mesures indépendantes, lorsqu'elles existent, que la base de données NASA/IPAC calcule le diamètre d'une galaxie et qu'en conséquence le diamètre de NGC 1989 pourrait être d'environ 109,9 kpc (∼358 000 al) si on utilisait la distance de Hubble pour le calculer.